# Cheiridopsis caroli-schmidtii
Cheiridopsis caroli-schmidtii là một loài thực vật có hoa trong họ Phiên hạnh. Loài này được (Dinter & Berger) N.E.Br. mô tả khoa học đầu tiên năm 1926.